# شهرستان شینشیانگ
شهرستان شینشیانگ (به لاتین: Xinxiang County) یک شهرستان‌های جمهوری خلق چین در چین است که در شینشیانگ واقع شده‌است.